# Boterbriefje
Boterbriefje is een schertsende benaming voor de huwelijksakte of het trouwboekje.
Een boterbriefje halen wil zeggen dat iemand gaat trouwen. De uitdrukking geeft aan dat het huwelijk in wezen niet meer is dan "een papiertje".
Het boterbriefje was van oorsprong een bewijs dat men ontheffing had, om in de vastentijd melkproducten te gebruiken. In dat licht bezien, is een boterbriefje een teken dat men iets mag doen wat men zonder niet mag doen. Mogelijk is deze betekenis spottend toegepast op het huwelijk, als een vorm van toestemming.